# Carlsgrün

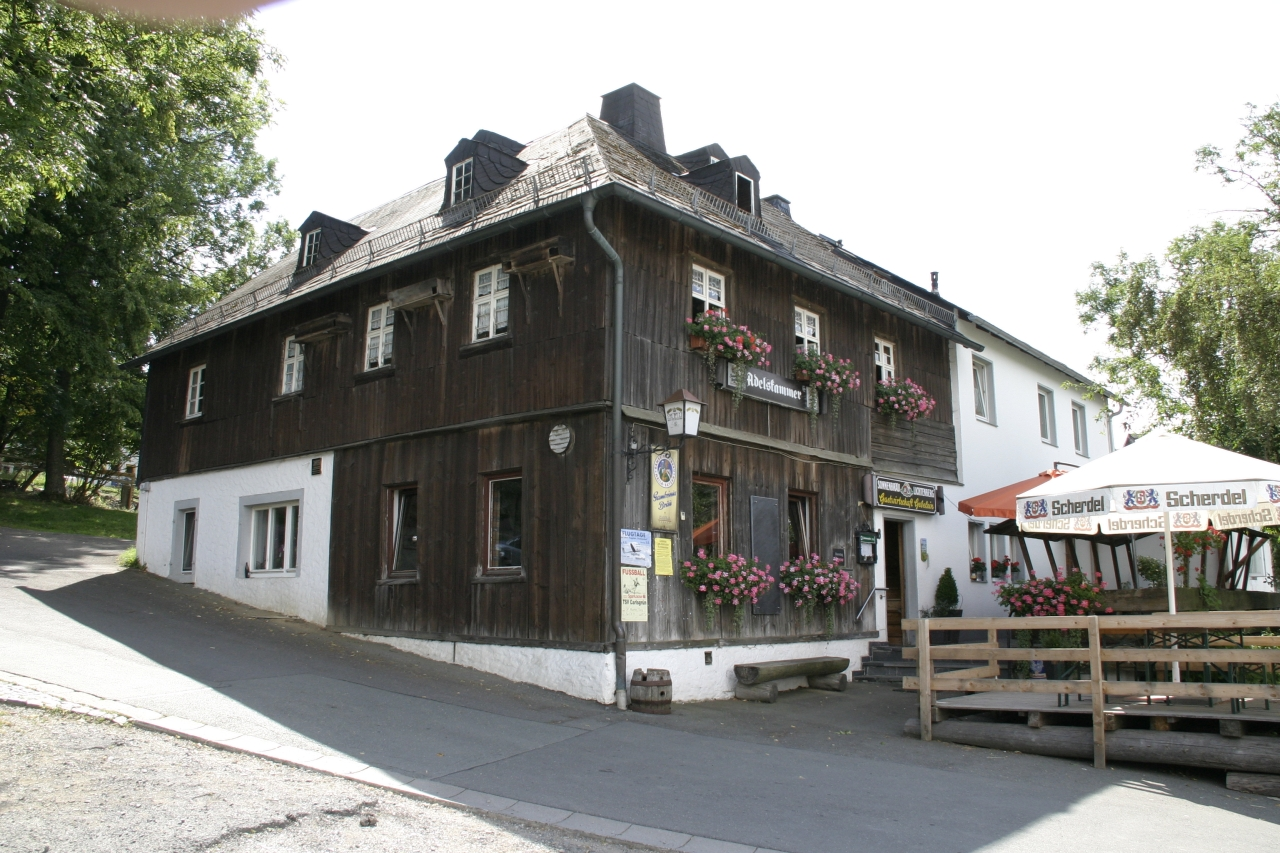
Gasthaus Gebelein

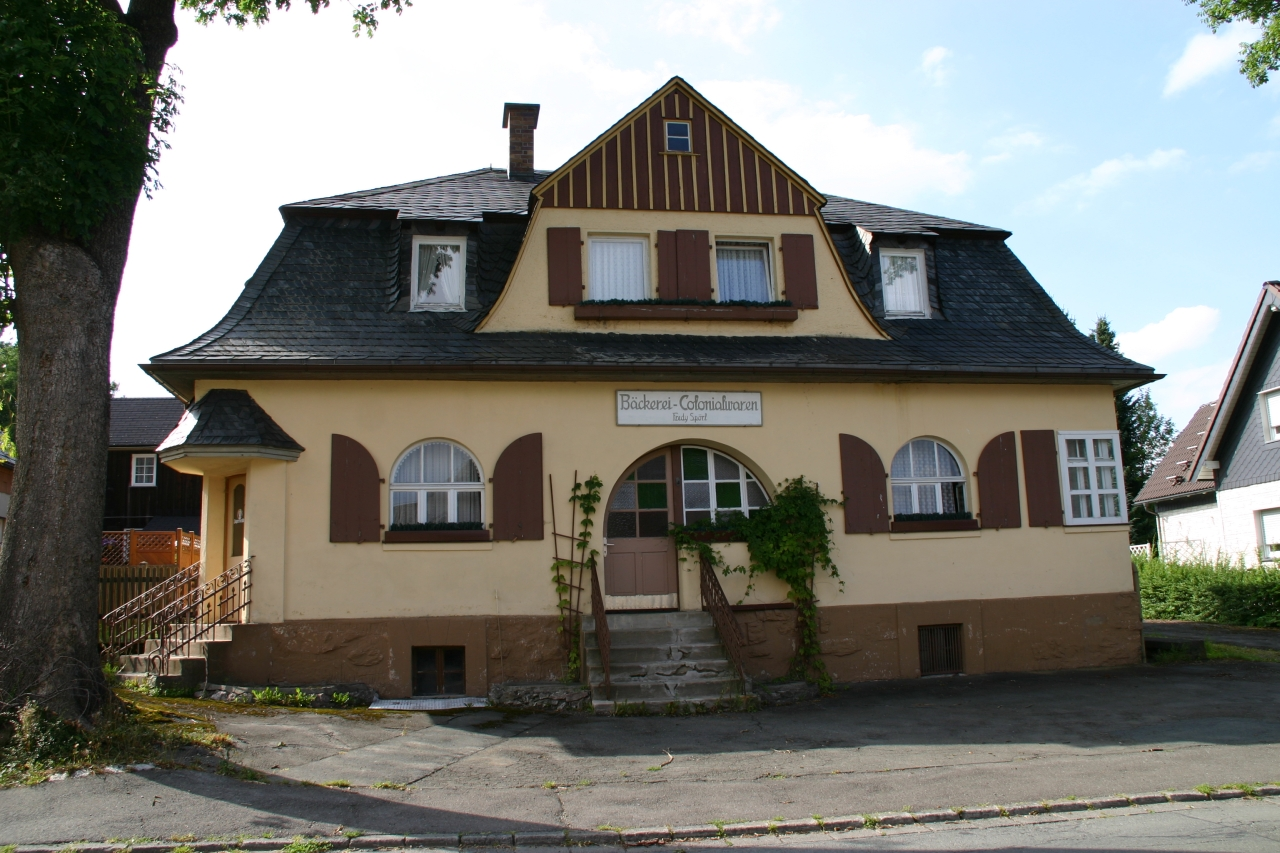
Bäckerei und Kolonialwarenhandlung Spörl

 Carlsgrün  ist ein Gemeindeteil des Marktes Bad Steben im Landkreis Hof (Oberfranken, Bayern). Die Gemarkung Carlsgrün hat eine Fläche von 4,405 km². Sie ist in 703 Flurstücke aufgeteilt, die eine durchschnittliche Fläche von 6265,63 m² haben. In ihr liegen neben dem namensgebenden Ort die Gemeindeteile Krötenmühle, Schleeknock, Schöne Aussicht und Untere Zeitelwaidt.

## Geografie
Das Dorf liegt auf freier Flur auf einem Höhenzug des Frankenwalds. Im Westen wie auch im Osten fällt das Gelände leicht ab jeweils zu zwei rechten Zuflüssen der Thüringischen Muschwitz, die entlang der Gemarkungs- und Landesgrenze zu Thüringen fließt. Hier gibt es das gleichnamige Naturschutzgebiet. 800 Meter östlich des Ortes am Fuße des Rumpelbühls (662 m ü. NHN) gibt es ein Pingenfeld, das als Geotop ausgezeichnet ist. Am südlichen Ortsrand von Carlsgrün verläuft die Kreisstraße HO 29 und führt nach Bad Steben (2,2 km südöstlich) bzw. nach Langenbach (1,8 km südwestlich). Anliegerwege führen nach Krötenmühle (1,4 km nordöstlich) und nach Schleeknock (1,3 km nordwestlich).

## Geschichte
Carlsgrün wurde im Zuge des Landesausbaues im 12./13. Jahrhundert als Rodungssiedlung gegründet, worauf das Grundwort -grün hinweist. Der Ort gehörte zur Herrschaft Lichtenberg der Grafen von Orlamünde und wurde im Teilungsvertrag der drei Brüder Sigismund, Otto und Wilhelm von Orlamünde aus dem Jahre 1414 erstmals urkundlich erwähnt.
Zur Realgemeinde Carlsgrün gehörten Krötenmühle, Schleeknock und Untere Zeitelwaidt. Gegen Ende des 18. Jahrhunderts bestand Carlsgrün aus 32 Anwesen (3 Gütlein, 6 Halbhöfe, 14 Viertelhöfe, 7 Tropfhäuser, 2 halbe Tropfhäuser) und einer Wehrzollstätte. Die Hochgerichtsbarkeit, die Dorf- und Gemeindeherrschaft sowie die Grundherrschaft über sämtliche Anwesen hatte das bayreuthische Kasten- und Richteramt Lichtenberg.
Von 1797 bis 1810 unterstand Carlsgrün dem Justiz- und Kammeramt Naila. Nachdem im Jahr 1810 das Königreich Bayern das Fürstentum Bayreuth käuflich erworben hatte, wurde der Ort bayerisch. Infolge des Ersten Gemeindeedikts wurde Carlsgrün dem 1812 gebildeten Steuerdistrikt Untersteben zugewiesen. Zugleich entstand die Ruralgemeinde Carlsgrün. Zu dieser gehörten Krötenmühle, Schleeknock und Untere Zeitelwaidt. Sie war in Verwaltung und Gerichtsbarkeit dem Landgericht Naila zugeordnet und in der Finanzverwaltung dem Rentamt Lichtenberg (1919 in Finanzamt Lichtenberg umbenannt, seit 1955 Finanzamt Naila). Ab 1862 gehörte Carlsgrün zum Bezirksamt Naila (1939 in Landkreis Naila umbenannt). Die Gerichtsbarkeit blieb beim Landgericht Naila (1879 in Amtsgericht Naila umgewandelt). Die Gemeinde Carlsgrün hatte 1964 eine Gebietsfläche von 4,330 km². Im Zuge der Gebietsreform in Bayern wurde die Gemeinde Carlsgrün am 1. April 1971 nach Bad Steben eingemeindet.

### Baudenkmäler
- Dorfplatz 8 (= Haus Nr. 9): Gasthaus Gebelein aus dem 17./18. Jahrhundert mit einem Anbau aus dem 19. Jahrhundert, ein verbretterter Ständerbau mit Blockfüllung, der ein Satteldach trägt[12]
- Schleeknockstraße 17: Bäckerei und Kolonialwarenhandlung Spörl, 1924/25 erbaut; eingeschossiger Mansarddachbau mit Zwerchhaus[12]

ehemalige Baudenkmäler
- Haus Nr. 18: Eingeschossiges, verputzt massives Wohnstallhaus mit Halbwalmdach; erste Hälfte des 19. Jahrhunderts.[13]
- Haus Nr. 19: Eingeschossiges, verputzt massives Kleinhaus, zwei zu fünf Achsen, mit Halbwalmdach; der Scheitelstein über der Tür bezeichnet „...1843“.[13]
- Haus Nr. 23: Eingeschossiges, verputzt massives Kleinhaus mit Satteldach; wohl noch 18. Jahrhundert, Dach 1899 erneuert.[13]
- Haus Nr. 38: Eingeschossiges, verputzt massives Kleinhaus, drei zu vier Achsen, mit Halbwalmdach; um 1830/40.[13]
- Haus Nr. 47: Ältestes Schulhaus. Eingeschossiges, verputzt massives Kleinhaus mit Halbwalmdach; erste Hälfte des 19. Jahrhunderts.[13]

### Einwohnerentwicklung
Gemeinde Carlsgrün
| Jahr      | 1819  | 1840   | 1852   | 1855   | 1861   | 1867   | 1871   | 1875   | 1880   | 1885   | 1890   | 1895   | 1900   | 1905   | 1910   | 1919   | 1925   | 1933   | 1939   | 1946   | 1950   | 1952   | 1961  | 1970   |
| Einwohner | 253   | 372    | 375    | 383    | 390    | 416    | 381    | 365    | 337    | 308    | 326    | 321    | 311    | 304    | 288    | 273    | 313    | 321    | 296    | 393    | 376    | 375    | 350   | 346    |
| Häuser    |       |        |        |        |        |        | 50     |        |        | 52     | 52     |        | 51     |        |        |        | 60     |        |        |        | 65     |        | 73    |        |
| Quelle    | [ 8 ] | [ 15 ] | [ 15 ] | [ 15 ] | [ 16 ] | [ 17 ] | [ 18 ] | [ 19 ] | [ 20 ] | [ 21 ] | [ 22 ] | [ 15 ] | [ 23 ] | [ 15 ] | [ 24 ] | [ 15 ] | [ 25 ] | [ 15 ] | [ 15 ] | [ 15 ] | [ 26 ] | [ 15 ] | [ 9 ] | [ 27 ] |

Ort Carlsgrün
| Jahr      | 001799 | 001819 | 001861 | 001871 | 001885 | 001900 | 001925 | 001950 | 001961 | 001970 | 001987 | 002013 |
| Einwohner | 148    | *253   | 344    | 345    | 263    | 274    | 271    | 331    | 313    | 321    | 299    | 246    |
| Häuser    | 30     |        |        |        | 47     | 45     | 53     | 56     | 63     |        | 90     |        |
| Quelle    | [ 28 ] | [ 8 ]  | [ 16 ] | [ 18 ] | [ 21 ] | [ 23 ] | [ 25 ] | [ 26 ] | [ 9 ]  | [ 27 ] | [ 29 ] |        |

## Religion
Carlsgrün ist seit der Reformation evangelisch-lutherisch geprägt und bis heute nach St. Walburga (Untersteben) gepfarrt (seit 1910 ist die Lutherkirche (Bad Steben) die Hauptkirche).